# ایل دو لا سیته

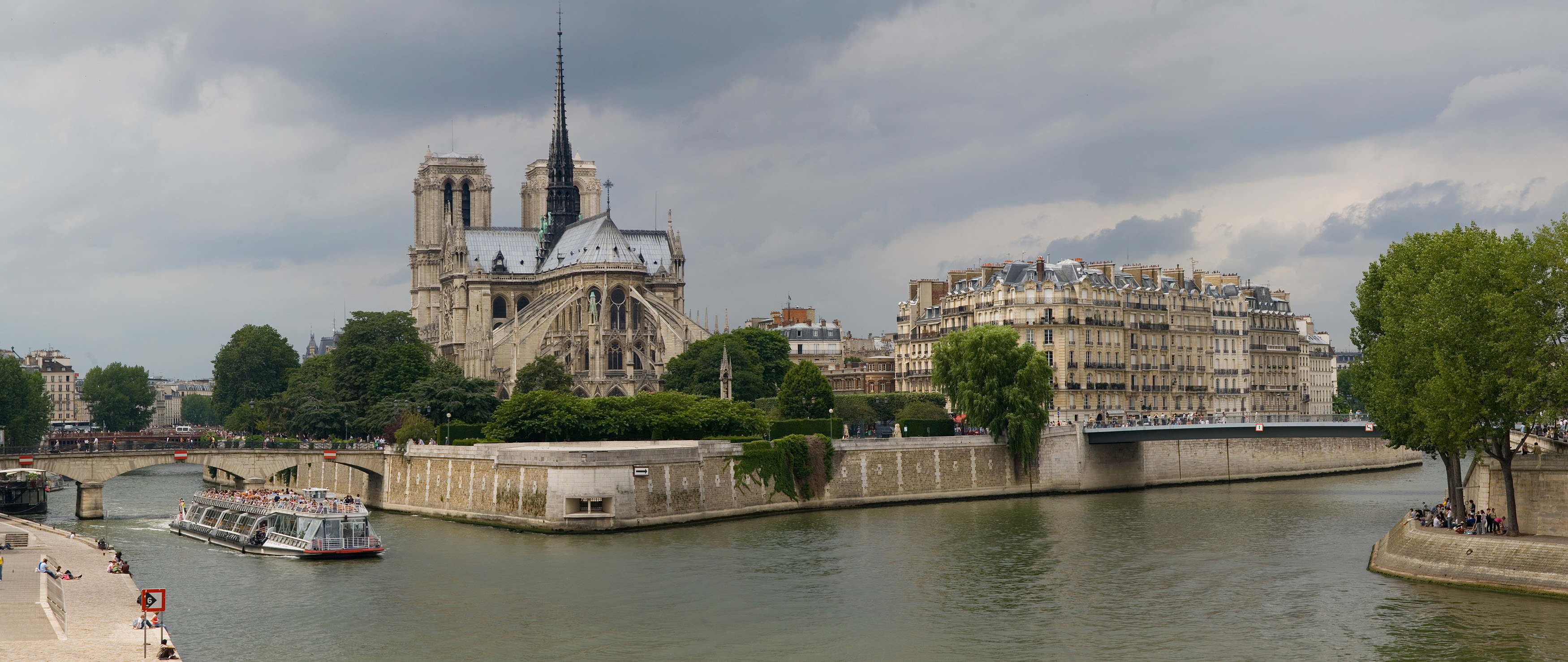
کلیسای نوترودام پاریس بر روی ایل دو لا سیته (دید خاوری).

جزیره سیته (به فرانسوی: Ile de la Cité) جزیره‌ای بر روی رود سن است و در مرکز شهر پاریس، در محله لاتین (به فرانسوی:Quartier Latin) واقع شده است. ۹ پل این جزیره را به دو کناره سن متصل می‌کنند. یک پل دیگر رابط آن با جزیره کوچکتر سن لویی است که در کنار آن قرار دارد. کلیسای نوترودام، کلیسای سن شاپل و قلعه کونسیرژوری از آثار دیدنی پاریس‌اند که روی این بخش بنا شده‌اند.
```
   نام کتاب: Paris: A Social and Architectural History
   نویسنده: Anthony Sutcliffe
   توضیحات: این کتاب تاریخ و معماری شهر پاریس را بررسی می‌کند و به جزئیات تاریخی و معماری جزیره سیته و بناهای مشهور آن پرداخته است.
   ناشر: Yale University Press
   سال انتشار: 1993
```

```
   نام کتاب: The Rough Guide to Paris
   نویسنده: Ruth Blackmore and James McConnachie
   توضیحات: این راهنمای گردشگری اطلاعات جامعی درباره مکان‌های تاریخی جزیره سیته از جمله کلیسای نوتردام، سن شاپل، و کونسیرژوری ارائه می‌دهد.
   ناشر: Rough Guides
   سال انتشار: 2020
```

```
   نام مقاله: The Development and Cultural Significance of Île de la Cité
   نویسنده: Marie-Thérèse Weck
   مجله: Journal of Architectural History
   توضیحات: این مقاله به مطالعه معماری و اهمیت فرهنگی جزیره سیته، با تمرکز بر مکان‌های تاریخی و تحولات فرهنگی آن می‌پردازد.
```

کتاب‌های تاریخ هنر اروپا
```
   نام کتاب: Art and Architecture in Paris 1900-2000
   نویسنده: Andrew Ayers
   توضیحات: این کتاب بر هنر و معماری پاریس تمرکز دارد و به مکان‌های تاریخی و معماری جزیره سیته اشاره می‌کند.
   ناشر: Harry N. Abrams
   سال انتشار: 2004
```

وب‌سایت‌های معتبر فرهنگی و تاریخی
```
   وب‌سایت مرکز ملی تاریخ و فرهنگ فرانسه: اطلاعاتی جامع در مورد آثار تاریخی مانند نوتردام و کونسیرژوری ارائه می‌دهد.
   وب‌سایت رسمی کلیسای نوتردام: notredamedeparis.fr
   وب‌سایت سازمان یونسکو: اطلاعاتی در خصوص آثار ثبت‌شده مانند جزیره سیته و کلیسای نوتردام پاریس دارد.
```